# Defleshed
Defleshed je bio švedski trash/death metal-sastav.

## Povijest sastava
Osnovao ga je Lars Löfven 1991. godine u Uppsali. Prvi studijski album Abrah Kadavrah objavili su 1996. za Invasion Records, a posljednji Reclaim the Beat od ukupno pet 2005. godine. U studenom iste godine je objavljeno da sastav prekida s radom.

## Diskografija
Posljednja postava
- Gustaf Jorde - bas-gitara, vokal
- Lars Löfven - gitara
- Matte Modin - bubnjevi

Ostali članovi
- Robin Dohlk - vokal
- Johan Hedman - vokal
- Kristoffer Griedl - gitara

Oskar Karlsson - bubnjevi
Studijski albumi
- Abrah Kadavrah (1996.)
- Under The Blade (1997.)
- Fast Forward (1999.)
- Royal Straight Flesh (2002.)
- Reclaim the Beat (2005.)

## Vanjske poveznice
- Službena MySpace stranica